# Брукс, Фрэнк
Фрэнк Брукс (англ. Frank Brooks; 1854, Солсбери — 1937, Линдхерст, графство Хэмпшир) — британский художник.

## Биография
Изучал живопись в Солсбери и Лондоне. С 1880 году выставлялся в Королевской академии художеств. Наиболее известен как портретист, в том числе благодаря двум поездкам в Индию (1888 и 1892), в ходе которых рисовал индийскую знать; во время одной из этих поездок у Брукса брал уроки Рави Варма. Рисовал также пейзажи, работал как акварелист.